# Dobrzyca-Nowy Świat
Dobrzyca-Nowy Świat (pronunciación en polaco: /dɔˈbʐɨt͡sa ˈnɔvɨ ˈɕfjat/) es un pueblo ubicado en el distrito administrativo de Gmina Dobrzyca, dentro del Distrito de Pleszew, Voivodato de Gran Polonia, en el oeste de Polonia central. Se encuentra aproximadamente a 2 kilómetros al sureste de Dobrzyca, a 12 kilómetros al oeste de Pleszew, y a 78 kilómetros al sureste de la capital regional Poznań.
El pueblo tiene una población de 700 habitantes.